# Bastión de Saint Remy (Cagliari)

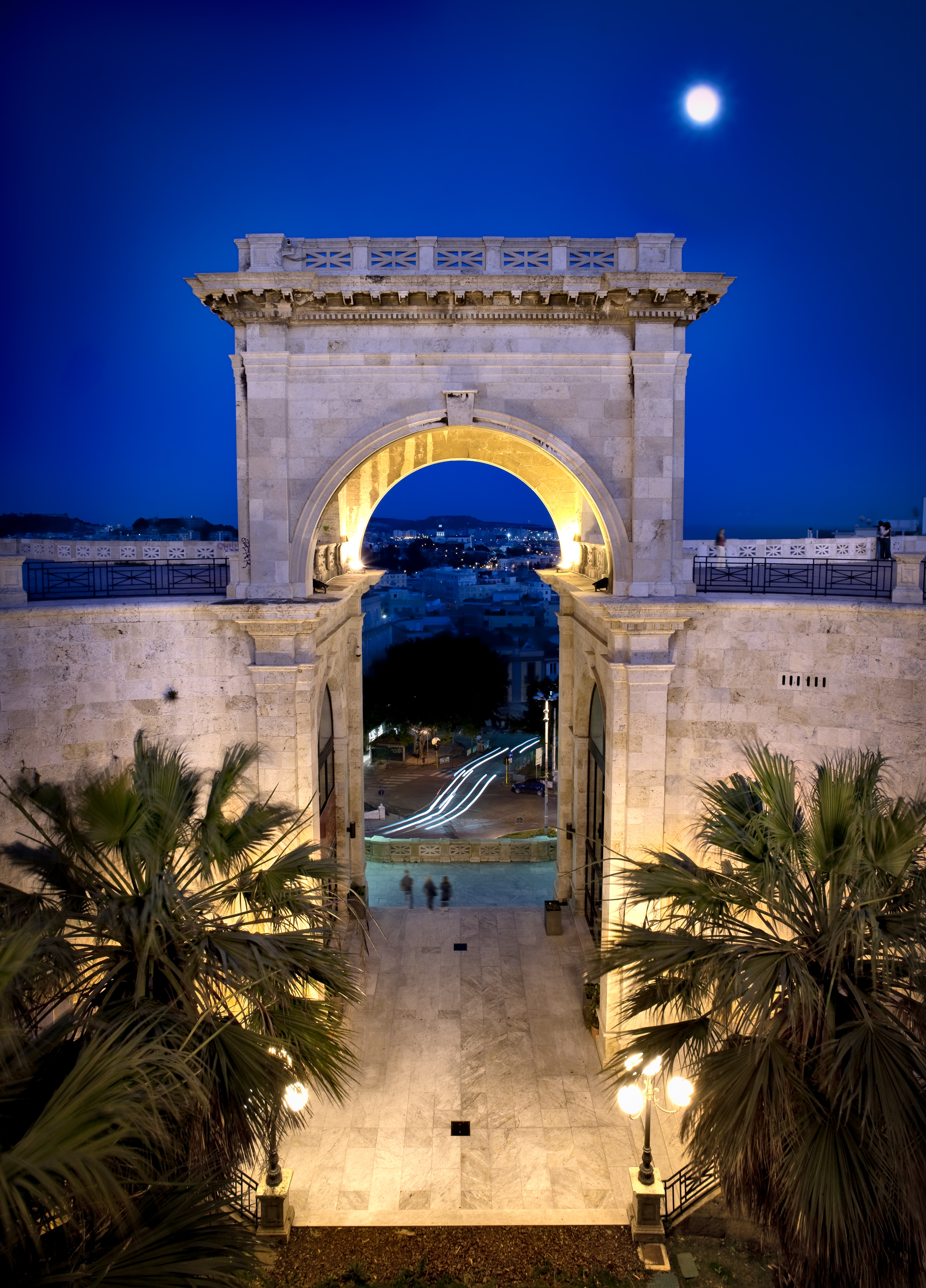
Bastión de Saint Remy (Cagliari).

El Bastión de Saint Remy es una de las fortificaciones más importantes de Cagliari, y se encuentra en el barrio de Castello.

El bastión fue construido a finales del siglo XIX.
Está en el corazón de la ciudad y tiene una altura de 20 m. Sobre el bastión se puede admirar el panorama de la ciudad.
Sobre el bastión hay muchos bares y pequeños negocios donde se puede comprar café, recuerdos y otras cosas.
Es un lugar muy conocido y mucha gente lo visita cada día.
Hay también una escalinata, que conduce a un paseo cubierto y a un mirador.
El paseo fue utilizado inicialmente como sala de banquetes; más tarde, en época bélica, como enfermería; y después como refugio para los desplazados durante la Segunda Guerra Mundial.